# ریوگو ۱۶۲۱۷۳
سیارک ۱۶۲۱۷۳ ریوگو (به انگلیسی: 162173 Ryugu)، (شمارهٔ موقت 1999 JU3) یک جرم نزدیک به زمین، یک سیارک بالقوه خطرناک و یکی از سیارک‌های آپولو، با قطری نزدیک به ۱ کیلومتر (۰٫۶۲ مایل) است. این سیارک تیره‌رنگ از نوع طیفی نادر Cb است؛ نوعی که دارای ویژگی‌های یک سیارک نوع سی و نیز یک سیارک نوع بی است. در ژوئن ۲۰۱۸، کاوشگر فضایی ژاپنی هایابوسا ۲ به این سیارک رسید و از آن نمونه‌برداری کرد و پس از انجام اندازه‌گیری‌ها و نمونه‌برداری، هایابوسا ۲ در نوامبر ۲۰۱۹ ریوگو را به مقصد زمین ترک کرد و در بازگشت خود کپسول محتوی نمونه را در ۵ دسامبر سال ۲۰۲۰ با خود به زمین باز برگرداند.